# Vanderup Sogn
Vanderup  Sogn (på tysk Kirchspiel Wanderup) er et sogn i det nordlige Sydslesvig, tidligere i Vis Herred (Flensborg Amt), nu kommunerne Vanderup og Janneby (→Sønder Toldhus) i Slesvig-Flensborg Kreds i delstaten Slesvig-Holsten.
I Vanderup Sogn findes flg. stednavne:
- Birkvang (Birkwang)
- dele af kolonistbyen Frederikshede (Friedrichsheide)
- Frøsig[1] (Friesik)
- Grønbjerg (ældre dansk Grønnebjerg, Grünberg)
- dele af kolonistbyen Julianehøj (Julianenhöh)
- Kærager (ældre dansk Kjærager, Kieracker)
- Kragsted (ældre dansk Kragested, ty. Kragstedt)
- Sønder Toldhus (historisk også Lille Kragsted, ty. Süderzollhaus)
- Vanderup (Wanderup)